# Braginský rajón
Braginský rajón (rusky Брагинский район, bělorusky Брагінскі раён, ukrajinsky Брагінський район) je územně-správní jednotkou na jihu Gomelské oblasti v Bělorusku. Administrativním centrem rajónu je město Bragin (bělorusky Брагін, rusky Брагин).

## Základní informace
Rajón má od západu na východ 46 km, od severu k jihu 93 km. Hraniční s Lojeŭským a Chojnickým rajónem v Gomelské oblasti a také s Kyjevskou a Černihivskou oblastí na Ukrajině. Na území Brahinského rajónu se nachází nejjižnější bod celého Běloruska, ten leží 3 km jihozápadně od obce Nižnija Žary (Ніжнія Жары). Administrativním centrumumem je městská osada Bragin.
Braginský rajón byl vytvořen 1. září 1924 se statutem volnosti pod správou Rečyckého okruhu Ruské sovětské federativní socialistické republiky (RSFSR). V důsledku druhého rozšiřování Běloruské sovětské socialistické republiky (BSSR) v prosinci 1926 byl jeho součástí jako rajón Rečyckého okruhu. Od 9. června 1927 do 26. července 1930 byl rajón součástí Gomelského okruhu. Od 15. ledna 1938 spadal pod správu Poleské a po rozšíření Gomelské oblasti v roce 1954 byl rajón podřízen této oblasti. Dne 25. prosince 1962 byla pod správu Braginského rajónu začleněna většina území zrušeného Kamarynského rajónu (město Kamaryn a 8 selsovětů).
Na území rajónu se nachází více než 70 osad, a to včetně městského sídla Bragin a Kamaryn. Braginský rajón je rozdělen do 6 venkovských rad (selsovětů):
Vuhloŭský, Malažynský, Maljejkaŭský, Navajolčanský, Čamjaryský) a Kamarynský passovět; část rajónu je přímo podřízena rajónní radě. Po černobylské havárii bylo celé území rajónu kontaminováno radionuklidy a část osad na jeho území byla přesídlena. Celkem 33% území rajónu (64,437 ha) je součástí Poleské státní radiačně-ekologické rezervace.

## Geografie
Rajón se nachází v jižní části Homelského Polesí. Povrch jeho tvořen mírně zvlněnou rovinou, s místy malými kopci a průměrná nadmořskou vyškou kolísající mezi 110 a 120 metry nad úrovní moře. Dominují jezerně-říční a ledovcové usazeniny.
Rajón disponuje zásobami nerostného bohatství například rašeliny (5 ložisek, celkové zásoby se odhadují na 41,9 milionů tun) a cihlářské hlíny (3 ložiska, 0,2 milionů m³ zásob).
Podnebí je mírné kontinentální s teplým létem a mírně chladnou zimou. Průměrná teplota v lednu činí −6,7 °C, v červenci 18,5 °C. Maximální teplotu 38,1 stupně zaznamenala 8. srpna 2010 meteostanice Bragin. Vegetačního období trvá 195—200 dní, mrzne 160—170 dnů, období s denními průměrnými teplotami nad 10 °C činí 155—160, nad 15 °C se teplota dostane 100—105 dnů.
Úhrn srážek činí 566 mm za rok (nejnižší hodnota v Bělorusku). Průměrná roční vlhkost vzduchu je 79% (nejmenší její hodnota, stejně jako v celém Bělorusku), v období od dubna do července se pohybuje v rozmezí 69—73%, nejvyšší je v listopadu a lednu (85—88%). Průměrná rychlost větru v průběhu roku činí 3,2—3,6 m/s, nejvyšší hodnoty jsou zaznamenány v zimě a na jaře, nejnižší naopak v létě.
Následující tabulka ukazuje průměrnou teplotu vzduchu naměřenou meteorologickou stanicí Bragin (podle dlouhodobých údajů z roku 1985 a 1998, v °C).
| Roky | leden | únor | březen | duben | květen | červen | červenec | srpen | září | říjen | listopad | prosinec |
| ---- | ----- | ---- | ------ | ----- | ------ | ------ | -------- | ----- | ---- | ----- | -------- | -------- |
| 1985 | −7,0  | −6,0 | −1,3   | 7,3   | 13,6   | 17,3   | 18,3     | 17,3  | 12,4 | 6,2   | 1,0      | −3,3     |
| 1998 | −6,7  | −5,8 | −1,1   | 6,7   | 13,9   | 17,0   | 18,5     | 17,2  | 12,4 | 6,4   | 1,0      | −3,7     |

Na území rajónu protékají řeky Dněpr a Braginka s přítokem Něsvič. Řečiště většiny řek a potoků je svedeno do kanálů. V nivě Dněpru je spousta jezer. Po havárii černobylské jaderné elektrárny část odvodňovacích kanálů, které se nacházely v evakuačním pásmu, přestala plnit svou funkci a postupně byly rozrušeny nebo uvedeny do přirozeného stavu.
Převažují drnové podzolové (drnově podzolové) včetně drnových podzolových bažinných typů půd (44,5% území rajónu), dále rašelinité (36%) a drnové bažinné půdy (16,8%). Z pohledu rozdělení podle velikosti minerálních částic (zrnitosti) jsou území rajónu obsaženy půdy na hlinitopísečné nebo také jílové (40,5%), písek (34,6%) a hlinité (24,9%).
Území rajónu je součástí podoblasti listnatě borovicových lesů. Vzhledem k umístění rajónu na samém jihovýchodě Běloruska tvoří jeho území, a to zejména jižní část, přechodové pásmo mezi smíšenými lesy na lesostepní oblastí. V posledních několika desetiletích dochází na území Brahinského rajónu stále častěji k případům výskytu typických stepních druhů, a to včetně těch, které zde dříve nebyly zaznamenány. Z důvodu částečného nedostatku vlhkosti i dřívější značné hospodářské činnosti člověka je zalesnění rajónu jedno z nejnižších v Gomelské oblasti — 28%, hlavní lesní masivy (Lubiněcká, Věrchněžarská, Pětrycká i Savická dača) jsou soustředěny na severu a jihozápadě (území Poleské státní radiačně-ekologické rezervace) rajónu. K hlavním druhům dřevin, které tyto lesní masivy tvoří, patří borovice, břízy a olše.
Na území rajónu se rozkládá nejrozsáhlejším chráněné území Běloruska, Poleská státní radiačně-ekologická rezervace (64 437 ha, zaujímá 1/3 území rajónu) založená v roce 1988 na území, které bylo zahrnuto do evakuační zóny v Brahinského, Chojnického a Naroŭljanského rajónů.

## Historie
Rajón byl vytvořen 1. září 1924 jako součást Rečitského -yck- okruhu. Dne 9. června 1927 byl zahrnut do Gomelského okruhu, kde zůstal až do července 1930. Dne 15. ledna 1938 vstoupil v region Polesí a 8. ledna 1954 v region Gomel. Dne 25. prosince 1962 byla k rajónu připojena městská osada Komarin a 8 vesnických rad zrušeného Komarinského rajónu.

## Demografie
Počet obyvatel rajónu v roce 1999 nepřevyšoval 17 400 lidí, dne 1. ledna 2009 zde žilo na 15,5 tisíc osob. V roce 2010 populace klesla na 14 100 osob, včetně městských oblastí obývaných 6 000 lidmi, z toho 3 900 lidí ve městě a 2 100 v obci Komarin.

## Ekonomika
Před rokem 1986 se oblast zabývala především zemědělstvím, kdy prvním místě byla mléčná živočišná výroba, ale také pěstování obilí a brambor. V provozu bylo 21 farem, z toho 8 státních. Jiné závody podnikaly v potravinářském průmyslu a těžbě rašeliny. Své služby nabízí i jedna přepravní společnost. Pozemními komunikacemi je rajón propojen s obcemi Chojniki, Rečyca, Lojeŭ, Černihiv, prochází ním i železniční trať Černihiv — Ovruč.

## Památky
Na celém území rajón se nachází bratrské hroby sovětských vojáků a partyzánů, kteří zahynuli ve Velké vlastenecké válce v obcích Asarevičy, Vyhrabnaja slabada, Halki, Hdzjeň, Hluchavičy, Kavaka, Kalybaň, Karlaŭka, Kruki, Lubjeniki, Malažyn, Maljejki, Pětryckaje, Pirki, Teůman, Chrakavičy a Kamaryn. Dále je na jeho území množství hrobů obětem fašismu v obcích Vjelimaŭ, Hdzieň, Kirava, Novaja Jolča, Pirki, Savičy, Calujki. Na místě smrti Hrdiny Sovětského svazu M. F. Machavovi, letci G. Čarstova, partyzánského posla P. M. Asjadače. Krajané, kteří zemřeli během druhé světové války, jsou pochováni ve více než 40 vesnicích na území rajónu.

## Významní rodáci
— Haŭryla Charytonavič Vaščanka (Гаўрыла Харытонавіч Вашчанка, * 20. červen 1928 Čykalavičy, Brahinský rajón, Homelská oblast — 14. únor 2014 Minsk) — běloruský umělec a malíř, národní umělec Běloruska (1988), zasloužený umělec Běloruska (1977), profesor (1980), laureát státní ceny Běloruska (1987)
— Michail Dzmitryjevič Martyněnka (Міхаіл Дзмітрыевіч Мартыненка, * 22. říjen 1937 obec Krupskaja, Brahinský rajón, Homelská oblast) — běloruský matematik, doktor fyzikálně-matematických věd (1972), profesor (1976), absolvent Lvovské státní univerzity (1959)
— Uladzimir Michajlavič Vjeramějčyk (Уладзімір Міхайлавіч Верамейчык, * 1. listopad 1937 Pětryckaje, Brahinský rajón, Homelská oblast) — běloruský básník
— Dzmitryj Ivanavič Šyrakanaŭ (Дзмітрый Іванавіч Шыраканаў, * 20. květen 1929 Halki, Brahinský rajón) — běloruský filozof a metodolog věd, specialista v oblasti filozofických otázek přírodních věd, historik filozofického a politického myšlení v Bělorusku, doktor filozofie (1972), profesor (1974), akademik Národní akademie věd (1989)
— Raman Jaraš (Раман Яраш, * květen 1978 Bryhinský rajón, Homelská oblast) — zpěvák, hudebník
— Michail Fjodaravič Pilipěnka (Міхаіл Фёдаравіч Піліпенка, * 19. květen 1936 Něžychaŭ, Brahinský rajón, Homelská oblast, Běloruská SSR) — běloruský etnograf, etnolog a historik, ředitel Institutu dějin umění, etnografie a folklóru Kandrata Krapiva Národní akademie věd Běloruska (1994—2004), doktor historických věd (1993), člen korespondent Národní akademie věd Běloruské republiky (1994), profesor (1995)
— Raman Karpavič Sabaljenka (Раман Карпавіч Сабаленка, * 15. říjen 1907 Sabali, Rečycký sovět, Minská gubernie, nyní Brahinský rajón, Homelská oblast — 13. květen 1975 Minsk) — běloruský sovětský prozaik, básník a esejista, psal pod pseudonymy: Раман Заравы, Ромусь Заравы, kryptonymy: Р. С., С. Р.
— Michail Fjodaravič Ramaňuk (* 3. leden 1944 Kovali, Brahinský rajón, Homelská oblast — 4. září 1997 Minsk) — běloruský znalec dějin umění, výtvarník, etnograf, kandidát umění (1976), profesor (1995), hlavní redaktor časopisu „Мастацтва“ (1983—1985)
— Pjotr Michajlavič Rudnik (Пётр Міхайлавіч Руднік, * 14. duben 1957 Aljaksejeŭka, Brahinský rajón, Homelská oblast) — běloruský státník, člen Rady republiky Národního shromáždění Běloruska, předseda Mohylevského oblastního výkonného výboru (od 29. prosince 2008 do 22. prosince 2014)
— Julija Pjatroŭna Cimafejeva (Юлія Пятроўна Цімафеева, * 12. leden 1982 Spjaryžža, Brahinský rajón, Homelská oblast) — běloruská básnířka a překladatelka
— Viktar Fiodaravič Šmataŭ (Віктар Фёдаравіч Шматаў, 9. květen 1936 Kamaryn, Brahinský rajón, Homelská oblast — 21. září 2006) — běloruský vědec, doktor dějin umění, malíř, student Minské státní umělecké akademie (1951—1956)
— Illarion Mjefoděvič Ignatenko (1919—2002, obec Dimamjerki) — běloruský s sovětský historik, pedagog, sociální aktivista, doktor historických věd (1965), profesor (1966)